# 零式輸送機
零式輸送機
- 用途：輸送機
- 分類：航空機
- 製造者：中島飛行機、昭和飛行機工業
- 運用者： 大日本帝国日本海軍、タイ空軍
- 初飛行：1941年7月15日（L2D2）
- 生産数：416機
- 生産開始：1941年
- 運用開始：1941年
- 退役：1952年（タイ空軍）
- 運用状況：退役

零式輸送機（れいしきゆそうき）とは、太平洋戦争中使用された大日本帝国海軍の主力輸送機である。アメリカの旅客機ダグラス DC-3を原型とする。海軍による記号はL2D、連合軍によるコードネームは「Tabby」。ダグラス DC-3の国産化機であることが知られていたため、日本海軍の搭乗員からも日本軍機ながら「ダグラス機」と呼ばれる場合もあった。

## 採用まで
従来より九七式飛行艇などを輸送任務にも使用し、陸上輸送機についても九六式陸上攻撃機の輸送機型などを開発した日本海軍であるが、日中戦争の戦線拡大や落下傘部隊の輸送のため、陸上基地より運用される本格的な輸送機を必要としていた。そこで、1936年（昭和11年）の就航以来、輸送力が大きく、高性能かつ頑丈な旅客機として多くの航空会社が採用を決定していたアメリカのダグラスDC-3に着目し、1937年（昭和12年）2月28日、三井物産を経由して製造権を獲得。当時、主要各社とも各種軍用機製造で多忙を極めたため、同年6月に設立されたばかりの三井系新興企業である昭和飛行機工業に委ねた。

## 製造

### D1号輸送機（L2D1）
昭和飛行機はダグラス社と技術提携するなどして製造を開始したが、新設企業ゆえの技術者と経験の不足に悩み、最初のノックダウン5機のうち初号機は1938年（昭和13年）8月に設計図を基に製作を始め、1939年（昭和14年）9月に完成したものの、ヤード・ポンド法（フィート・インチ）をメートル法（ミリメートル）に換算する作業などに時間がかかり、5機が出揃ったのは1941年（昭和16年）5月になってからだった。この5機のうち第1、3、4号機は大日本航空に旅客機として納入され、2、5号機が海軍に納入されてD1号輸送機（L2D1）として使用された。

### 一一型（L2D2）
本来の国産機はエンジンをオリジナルのライト・サイクロンから三菱製の金星四三型に換装（変更）したものであり、1941年（昭和16年）7月に完成、同年7月15日に初飛行を行なった。エンジンの他にも規格のメートル化、部品の材質、規格の日本標準規格化などの細かい改修を施したほか、洋上での長距離飛行に備え、航法を行う偵察員席と通信を担当する通信員席を操縦室の後方に設けている。この型は1941年（昭和16年）12月にD2号輸送機（L2D2）として制式採用されたが、1943年（昭和18年）に零式輸送機一一型と改称されている。昭和飛行機の生産力不足を補うため、この型に限り、ダグラス DC-2国産化の実績があった中島飛行機が生産に加わり、71機を生産している。
零式輸送機一一型の客席を撤去し、胴体の補強や揚降装置（ホイスト）の装備などを行い、胴体内に航空機用エンジン、胴体下にプロペラを搭載できるようにした型を零式貨物輸送機一一型（L2D2-L）という。

### 二二型（L2D3）
1942年になると、昭和飛行機での生産も軌道に乗り、同社における独自改良も行なわれるようになった。
零式輸送機二二型（L2D3）は、エンジンを1300馬力の金星五一、五二、五三型に換装し、機体の補強や燃料タンクの増設、客室内装の簡略化や航空機関士席の追加などを行った型で、当初はD2型輸送機改と呼ばれた。同様の改修を行った貨物輸送型が零式貨物輸送機二二型（L2D3-L）である。二二型は操縦席の窓を偵察員席・通信員席まで延長する形で左右各3個増設し、視界を改善している点が大きな識別点である。
また戦局の悪化（制空権喪失）に伴い、側面および上面に旋回機銃を装備したものを二二甲型（L2D3a）と称する。この型は操縦室上面に見張り用の展望塔があるのが識別点である。

### 二三型（L2D4）
二二型のエンジンを1,500hpの金星六二型に換装したもの。貨物輸送機型（L2D4-L）は試作のみ。

### 三三型（L2D5）
二三型を全木製化したもの。試作のみ。

### DC-3輸送機
大日本帝国陸軍の要望によって製作された陸軍型。海軍より引き渡された昭和飛行機製の機体を元に、艤装などを立川飛行機で陸軍仕様に改修する形で約20機が生産された。

### 生産機数
生産機数は資料によって相違がある。中島製の一一型については『太平洋戦争日本海軍機』『日本航空機辞典（上巻）』『日本の名機100選』で71機、『日本海軍機全集』『図説 国産航空機の系譜』で「約70機」としており、昭和製については『太平洋戦争日本海軍機』では430機、『日本航空機辞典（上巻）』『日本海軍機全集』『図説 国産航空機の系譜』『日本の名機100選』では416機となっている。

## 性能諸元
（零式輸送機二二甲型）
- 全長： 19.705 m
- 全幅： 28.964 m
- 全高： 7.400 m
- 主翼面積： 91.7 m2
- 自重： 7,540 kg
- 全備重量： 12,500 kg
- エンジン： 三菱「金星」五三型 離昇出力 1,300 hp ×2基
- 最大速度： 393 km/h
- 巡航速度： 278 km/h
- 着陸速度： 125 km/h
- 航続距離： 3,270 km
- 上昇限度： 7,280 m
- 武装： 7.9mm旋回機銃 ×1、7.9mmまたは13mm機銃 ×3
- 乗員 / 乗客： 5 / 21 （貨物型は乗員 11）

## 参考図書
- 『太平洋戦争日本海軍機』 （「航空情報」別冊） （酣燈社、1972年）
- 『マニュアル特集・DC-3/零式輸送機』（丸メカニック第31号）（潮書房、1981年）
- 『日本航空機辞典（上巻）』 （「モデルアート増刊」） （モデルアート社、1989年）
- 『日本海軍機全集』 （航空ファン別冊 イラストレイテッド） （文林堂、1993年）
- 松崎豊一 文・鴨下示佳 画『図説 国産航空機の系譜 上』グランプリ出版 2004年 ISBN 4-87687-257-0
- 木村秀政･田中祥一『日本の名機100選』文春文庫 1997年 ISBN 4-16-810203-3